# Гаетано Бреші
Гаетано Бреші (італ. Gaetano Bresci; нар. 10 листопада 1869, Прато, Тоскана) — пом. 22 травня 1901, Санто-Стефано, Лаціо) — італійський анархіст.

## Біографія
Гаетано Бреші народився в містечку Кояно (італ. Coiano), поблизу Прато в Тоскані. Замолоду почав працювати на прядильній фабриці, де долучився до політичної діяльності.
З 15 років був членом гуртка анархістів в Прато. В 1892 році був заарештований на 15 діб за непокору поліції. Був взятий на облік поліції як «небезпечний анархіст» і в 1895 був засланий на острів Лампедуза.
В 1896 році був амністований та емігрував до США.
В США Бреші оселився в місті Патерсон (штат Нью-Джерсі), де створив сім'ю. Працював на ткацькій фабриці. Тут він продовжував підтримувати зв'язки з анархістами і був одним із співзасновників газети La Questione Sociale.

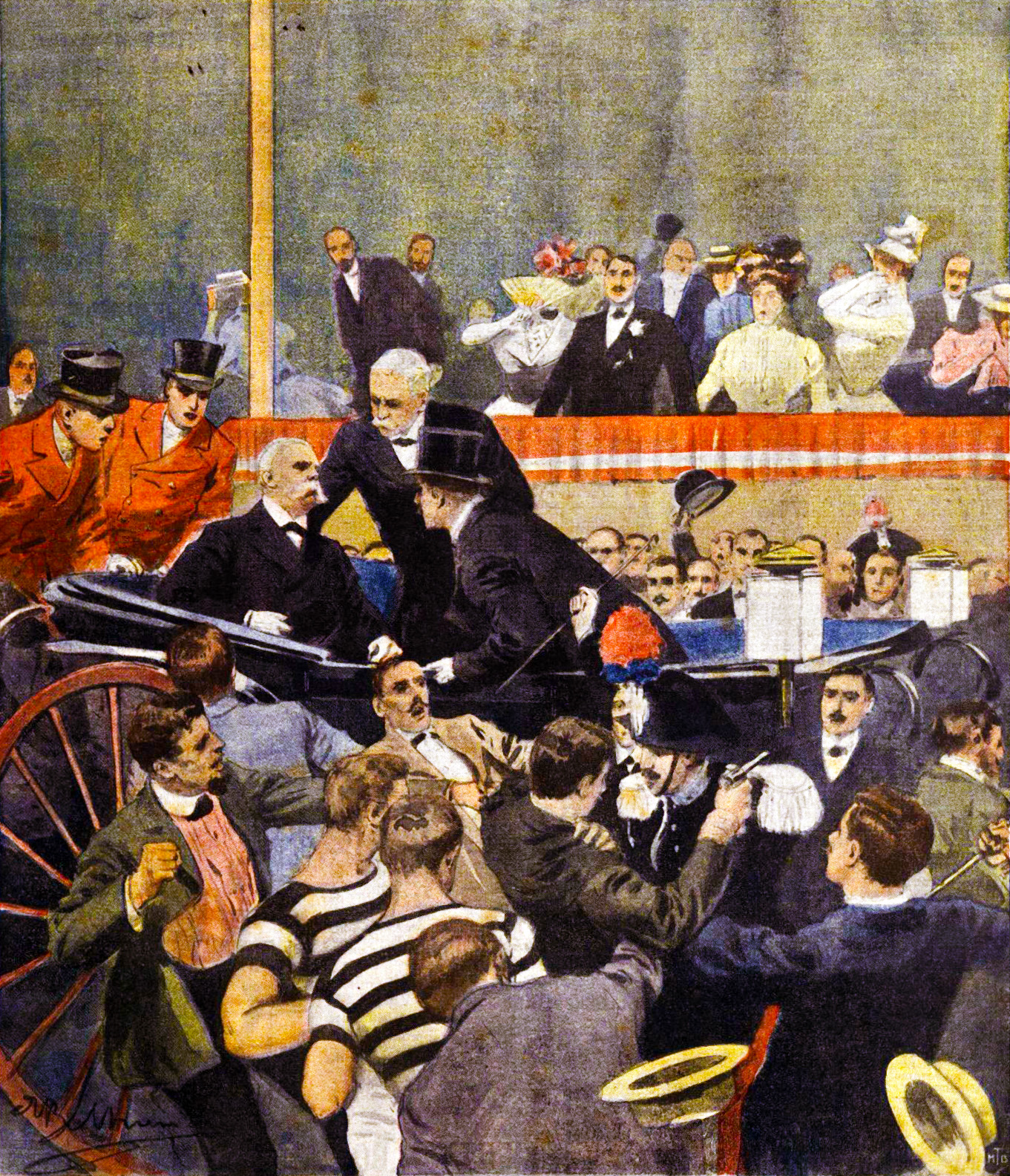
Замах Бреші на Умберто I на тогочасному зображенні

В травні 1898 року в Мілані стались заворушення, відомі як «Протест шлунку» (італ. Protesta dello stomaco), що були жорстоко придушені генералом Фіоренцо Бава Бекарісом (італ. Fiorenzo Bava Beccaris), який застосував гармати проти демонстрантів.
Коли Бреші дізнався, що король Умберто I нагородив Бава Бекаріса орденом, у нього остаточно визрів намір убити монарха.
Взявши гроші з каси газети, Бреші повернувся до Італії.

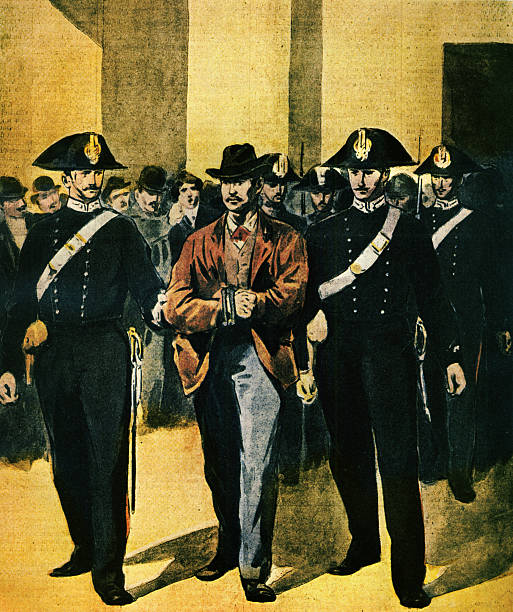
Бреші під час процесу.

29 липня 1900 року в Монці Бреші чотирма пострілами з револьвера убив короля Умберто I.
Бреші був заарештований, і, оскільки на той час в Італії не було смертної кари, був засуджений до довічного ув'язнення.
Відбував покарання в тюрмі на острові Санто Стефано, де 22 травня 1901 року був знайдений мертвим у своїй камері. Досі невідомо, чи вчинив Бреші самогубство, чи був вбитий охоронцями.